# Dinner and a Movie (album)
Dinner and a Movie è il dodicesimo album del rapper statunitense Brotha Lynch Hung, pubblicato nel 2010 in formato CD.

## Tracce
1. The Interrogation (intro) (feat. First Degree The D.E. & Don Rob)
2. Colostomy Bag (feat. C-Lim & G-Macc)
3. D.O.A. (First Degree The D.E.)
4. Fucc Off! (skit)
5. Sit in That Corner Bitch!
6. I Know Who Did Dis (skit) (feat. First Degree The D.E., Don Rob & C.N.I.)
7. Murder Over Hard (feat. G-Macc & BZO)
8. G (skit)
9. I Tried to Commit Suicide (feat. G-Macc)
10. Split Personality (feat. G-Macc)
11. Meat (feat. First Degree The D.E. & G-Macc)
12. Siccem! (feat. First Degree The D.E. & G-Macc)
13. Don't Worry Momma, It's Just Bleeding (feat. Tech N9ne, Krizz Kaliko, First Degree The D.E., C-Lim, BZO & G-Macc)
14. The Police Is Here! Ama Hit U Bacc (skit) (feat. Don Rob & Ron Danzy)
15. I Plotted (My Next Murder)
16. Nuttbagg (feat. First Degree The D.E.)
17. Highspeed (skit) (feat. Don Rob & Ron Danzy)
18. I Head That Song B 4 (feat. C-Lim, Tall Cann, C.O.S. & G-Smooth)
19. I Hate When Niggaz Get on the Phone When They Around Me (Skit)
20. Anota Killin (feat. Snoop Dogg, Daz Dillinger & Kurupt)
21. Ama Chatch Up (skit) (feat. First Degree The D.E. & Ron Danzy)
22. We Played You Like a Violin (outro) (feat. C.N.I. & First Degree The D.E.)
23. She Thinks I'm a Psycho (bonus)

## Collaborazioni
- First Degree The D.E.
- Don Rob
- C-Lim
- G-Macc
- C.N.I.
- BZO
- Tech N9ne
- Krizz Kaliko
- Ron Danzy
- Tall Cann
- C.O.S.
- G-Smooth
- Snoop Dogg
- Daz Dillinger
- Kurupt